# Honey L Days 熱うたベスト
『Honey L Days 熱うたベスト』（ハニー・エル・デイズ・ねつうたベスト）は、日本のボーカルデュオ・Honey L Daysが2014年9月2日にデジタル配信販売した1枚目のベスト・アルバム。

## 内容
前作『change』から約2年10ヶ月、メジャー・デビューから丁度6年目に発売された初のベスト・アルバム。CDでの発売はされず、iTunesやレコチョクといった音楽配信のみでの配信限定作品となっている。

## 収録曲
1. 光の射す方へ
4th配信限定シングルの表題曲。
2. move!!
2ndアルバム『change』の収録曲。オリジナル版は今作初収録となる。
3. がんばれ
6thシングルの表題曲。
4. change
2ndアルバム『change』の収録曲。
5. 涙のように好きと言えたら
8thシングルの表題曲。
6. キセキ
6thシングルのカップリング曲。
7. まなざし
4thシングルの表題曲。
8. HEART OF GOLD
2ndアルバム『change』の収録曲。
9. 願い
2ndアルバム『change』の収録曲。
10. answer
5thシングルのカップリング曲。